# Goðafoss
Goðafoss (isl. "Wodospad bogów" lub "Wodospad kapłanów") – wodospad znajdujący się na północy Islandii w jej środkowej części, na południe od drogi N1, na początku drogi do Sprengisandur i w odległości 40 km od Akureyri. Wody rzeki Skjálfandafljót o długości 178 km odprowadzającej wody lodowcowe spadają z wysokości 12 m na szerokości 30 m.

## Wodospad bogów
W latach 1879-1882 w Danii pojawiła się legenda, wg której Goðafoss miał być ściśle związany z jednym z najważniejszych wydarzeń w historii Islandii, przejściu z pogaństwa na chrześcijaństwo w roku 1000. W tym czasie lögsögumaðurem (głosicielem praw) był naczelnik pobliskiego okręgu Ljósavatn Þorgeir Ljósvetningagoði Þorkelsson. W ramach swoich obowiązków musiał stawić czoła coraz ostrzejszym sporom między chrześcijanami, a wyznawcami nordyckiego pogaństwa. Jak mówią stare sagi, chociaż sam był pogańskim kapłanem, zadecydował, że cała Islandia musi przyjąć wiarę chrześcijańską. Według starych sag, gdy powrócił do Ljósavatn z historycznego zgromadzenia Althingu, pozbył się pogańskich bogów w ten sposób, że wrzucił ich posągi do wodospadu w symbolicznym akcie nawrócenia. Zgodnie z legendą stąd pochodzi nazwa wodospadu – Goðafoss, Wodospad bogów. Historię   uwiecznił Ari Þorgilsson w swoim dziele Íslendingabók (Księdze Islandczyków). Wg Svavar Sigmundssona legenda ta jest jedynie XIX wymysłem.       
Jedno z okien katedry w Akureyri ilustruje to wydarzenie.   
W 2000 r. wybudowano kościół obok pobliskiego jeziora Ljósavatn, na pamiątkę tysiąclecia chrześcijaństwa na Islandii i nazwano go imieniem Þorgeira.

## MS Goðafoss
MS Goðafoss był islandzkim statkiem, którego nazwa pochodziła od jeziora Goðafoss. Transportował zarówno pasażerów, jak i towary. Statek został zatopiony przez niemiecki okręt podwodny w trakcie II wojny światowej. Zdarzenie to pociągnęło za sobą wiele ofiar ludzkich. 

## Galeria

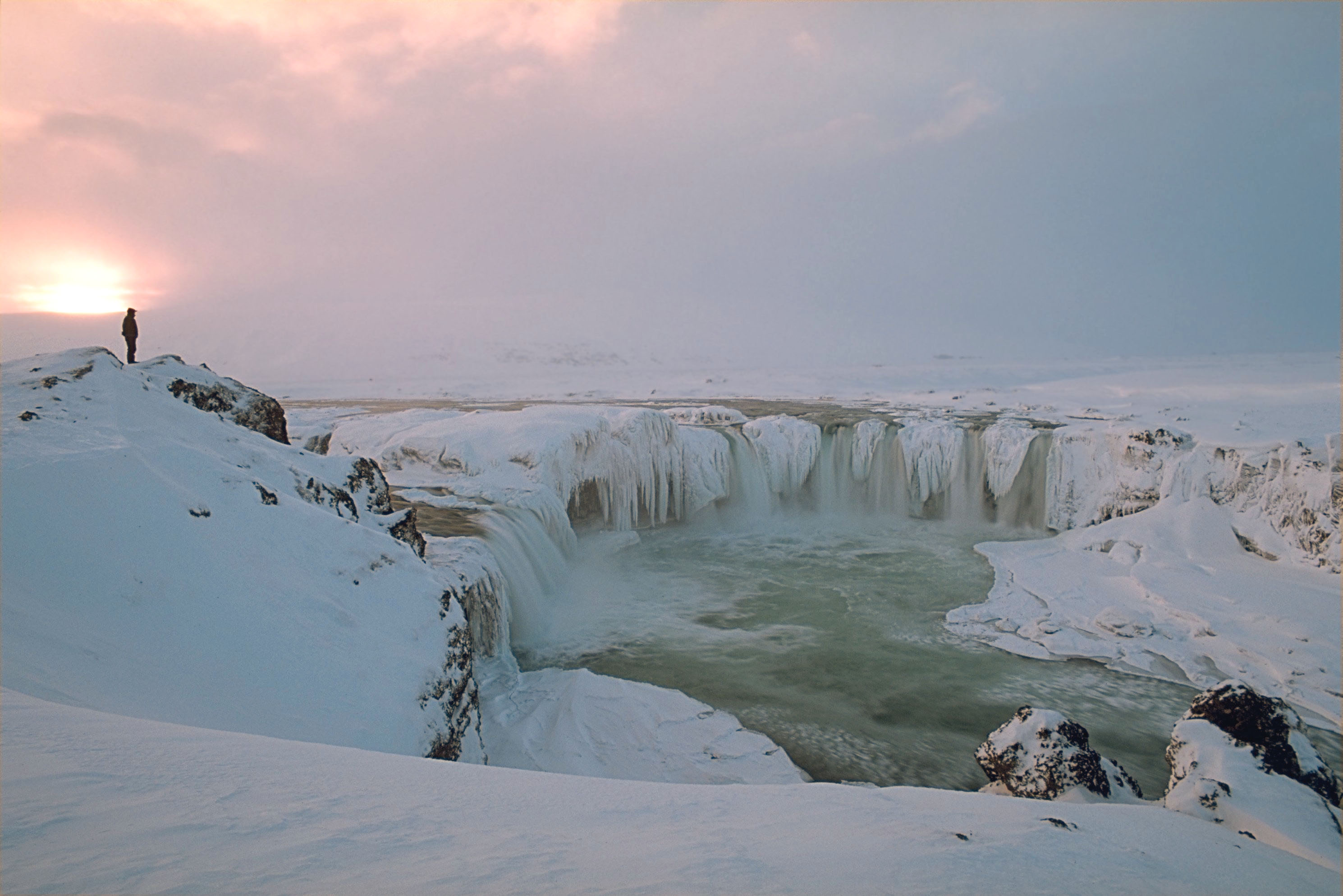
Goðafoss zimą
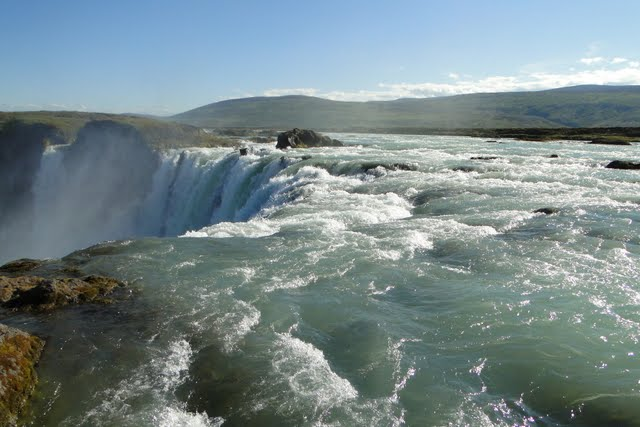
Wodospad Goðafoss
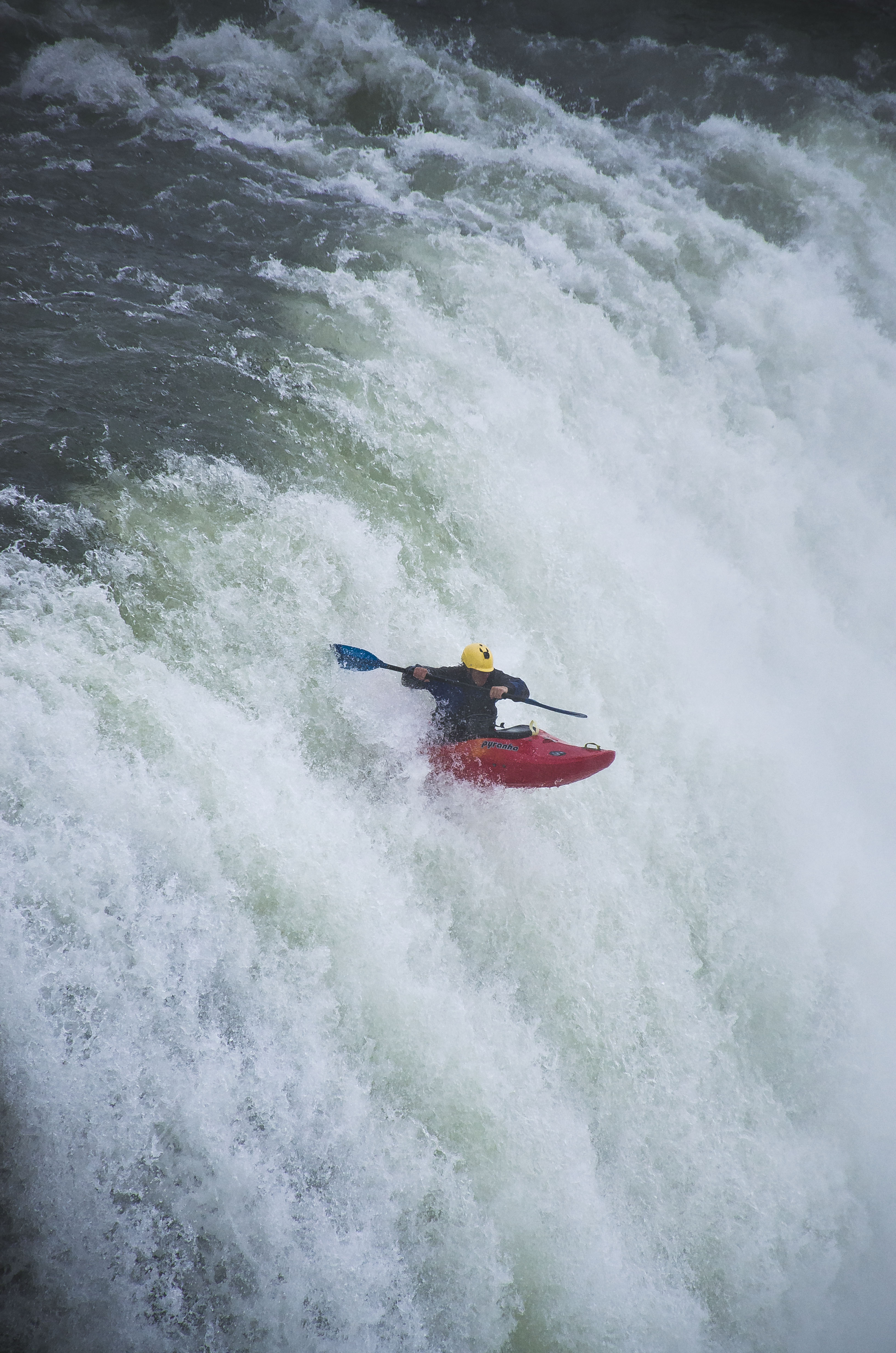
Kajakarz na wodospadzie Goðafoss
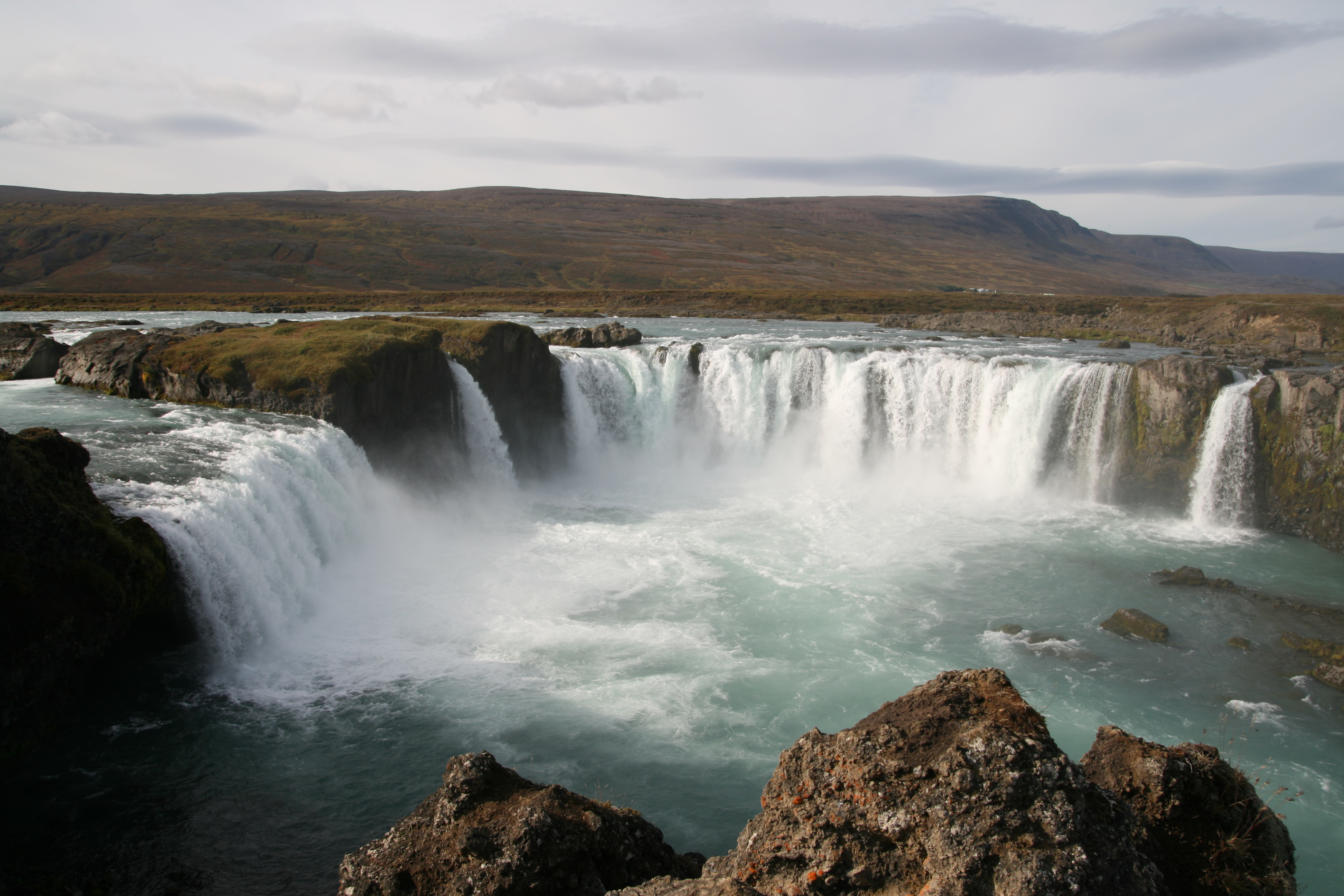
Goðafoss